# Istituto del Buon Pastore

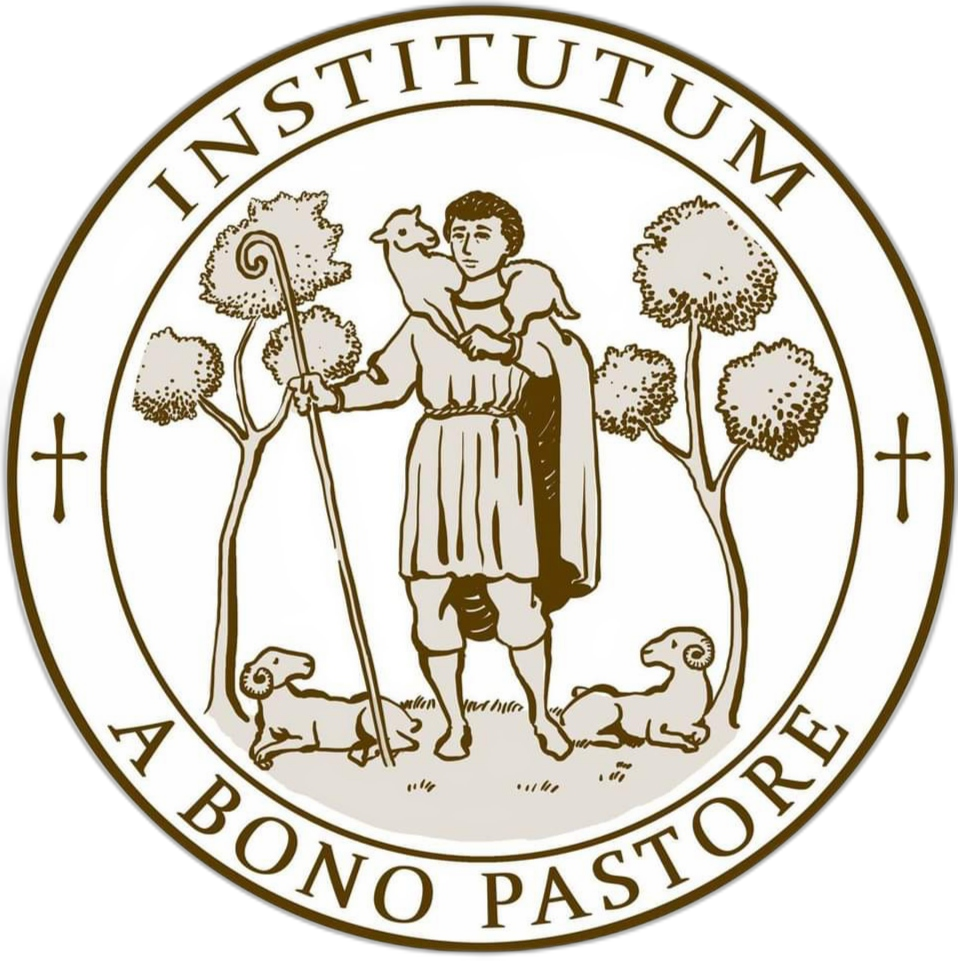

L'Istituto del Buon Pastore è una società di vita apostolica di diritto pontificio, costituita l'8 settembre 2006 a Roma dalla Congregazione per il Clero. Celebra la Santa Messa in forma tridentina secondo il messale del 1962. I membri di questa società di vita apostolica pospongono al loro nome la sigla I.B.P..

## La creazione e lo scopo dell'Istituto
La Santa Sede ha assegnato all'Istituto del Buon Pastore "l'uso esclusivo della liturgia gregoriana" per la Messa e per tutti i Sacramenti, secondo "i libri liturgici in vigore nel 1962" (Statuto II § 2).
La liturgia tradizionale è dichiarata "rito proprio dell'Istituto in tutti i suoi atti liturgici" (Statuto I § 2), producendo inoltre una "critica costruttiva" del Concilio Ecumenico Vaticano II. La vocazione specifica dell'istituto consiste nella difesa della tradizione, celebrando la Messa secondo il rito tridentino e diffondendo la retta dottrina cattolica. Ha la sua sede principale (denominata "Casa Generalizia") a Migné-Auxances, nella Vienne (Francia), dove risiede il superiore generale dell'istituto, in precedenza stanziato a Bordeaux (da febbraio 2007 ad agosto 2011). Il cardinale Jean-Pierre Ricard, arcivescovo di Bordeaux, ha eretto una parrocchia personale nella già citata arcidiocesi, la prima in assoluto affidata alla neonata fondazione.
I suoi membri fondatori sono gli abati: Philippe Laguérie (Superiore Generale), Paul Aulagnier, Guillaume de Tanoüarn, Christophe Hery e Henri Forestier. La maggior parte di loro sono ex membri della Fraternità Sacerdotale San Pio X, con posizioni di rilievo all'interno dell'istituto, che li rende "sacerdoti costruttori" del movimento tradizionalista in Francia.
Nel settembre del 2011, l'istituto ha dichiarato 27 sacerdoti membri.
Nel 2020, i sacerdoti membri erano 48.

## Particolarità dell'IBP rispetto alla Fraternità Sacerdotale San Pietro
L'Istituto ha statuti simili a quelli della Fraternità Sacerdotale San Pietro: è anch'essa una società di vita apostolica, a cui è stato concesso in uso esclusivo la liturgia tradizionale. La differenza principale tra le due congregazioni è il concetto di "rito" scritto nello statuto dell'IBP, che è più preciso rispetto degli statuti della FSSP: "La stessa Fraternità S. Pietro cerca di promuovere la santificazione dei sacerdoti per mezzo dell'esercizio del ministero pastorale, particolarmente nel dedicare la propria vita al Santo Sacrificio della Messa e osservando le tradizioni liturgiche e disciplinari stabilite dal Pontefice della Chiesa Romana nella lettera apostolica "Ecclesia Dei" del 2 luglio 1988".

## Fondazione dell'Istituto e delle strutture associate
- Il seminario San Vincenzo de' Paoli[3]

Il seminario San Vincenzo de' Paoli è la struttura di formazione per sacerdoti dell'IBP, situato a Courtalain, nella diocesi di Chartres. È stato costituito il 21 ottobre 2006.
- Schiavi riparatrori della Sacra Famiglia[4]

Si tratta del ramo femminile dell'istituto, che condivide con esso il carisma di salvaguardia della tradizione liturgica tridentina.
- L'Angelus

È una struttura scolastica per bambini delle scuole elementari (fanciulli e fanciulle), secondarie inferiori e superiori (solo per ragazzi), i docenti sono componenti dell'Istituto del Buon Pastore e insegnanti laici. La struttura si propone anche come collegio per giovani, hotel e sede per attività scout.